# Sleim Ammar
Sleim Ammar (en árabe: سليم عمار‎), cuyo nombre completo fue Abdessalem Ben Hedi Ammar (Susa, Túnez, 30 de junio de 1927 - Le Plessis-Robinson, Francia, 6 de noviembre de 1999) fue un escritor y médico tunecino, uno de los fundadores de la psiquiatría del Magreb.

## Biografía
Nacido el 30 de junio de 1927 en Susa, su carrera educativa concluyó con un doctorado en medicina obtenido en la Facultad de Medicina de París en 1954. Luego fue nombrado profesor honorario de psiquiatría y psicología médica en la Facultad de Medicina de Túnez en 1984.
Dirigió la Asociación Tunecina de Ciencias Médicas y fue miembro de la Asociación de Psiquiatras del Magreb Francés y de la Asociación Internacional para la Historia de la Medicina[ref. necesario]. También es vicepresidente de la Sociedad Internacional de Historia de la Medicina en 1994.
Sleim Ammar es considerado uno de los pioneros de la psiquiatría norteafricana y conocido por sus poemas en francés y árabe. También es miembro correspondiente de la Academia Árabe de Damasco;
Murió el 6 de noviembre de 1999 en Le Plessis-Robinson.

## Publicaciones
Son algunas de sus publicaciones:
- Poème de la médecine arabe, Tunis, Alif, 1990, 153 p. (ISBN 978-9973716187).
- Autopsie de la guerre, Tunis, L'Art de la composition, 1992, 168 p. (ISBN 978-9973172563).
- Poème de la folie, Tunis, L'Art de la composition, 1993, 302 p. (ISBN 978-9973173843).[4]
- Ibn Al Jazzar et l'école médicale de Kairouan, Sousse, Faculté de médecine Ibn El Jazzar de Sousse, 1994, 135 p. (ISBN 978-9973174802).
- Itinéraires: 153 poèmes écrits de 1987 à 1993, 1995, 387 p. (ISBN 978-9973175243).
- Problèmes de notre temps : 167 poèmes écrits de 1988 à 1995, Ben Arous, Imprimerie principale, 1996, 479 p. (ISBN 978-9973176493).
- Abû Bekr Er-Razi, Rhazès : le Galien des arabes, 1997, 200 p. (ISBN 978-9973177575).
- Ibn Sina Avicenne: la vie et l'œuvre, Tunis, L'Or du Temps, 1998, 134 p. (ISBN 978-9973757432).

## Premios
- 1966: Académie Nationale de Médecine, Paris
- 1973: Premier prix intermaghrébien de médecine, Tunis
- 1984: Prix Médecine Maghreb, Paris
- 1986: Prix national de la vulgarisation scientifique, Tunis
- 1992: Prix international de psychiatrie de la Fondation Saugstad (compartido), Oslo